# Корнилов, Кирилл Михайлович
Кирилл Михайлович Корнилов (род. 1 июля 1989, Москва) — российский хоккеист, вратарь. Телекомментатор.

## Биография
До девяти лет занимался хоккеем на катке «Русь». В 1999 году перешёл в «Пингвины», где провёл два года (тренеры Вячеслав Литвинов и Станислав Чвокин. Сезон 2001/02 провёл в «Крыльях Советов», выпускник школы «Спартака».
В сезоне 2005/06 дебютировал за «Спартак-2», проведя один матч в первой лиге, в сезонах 2007/08 — 2008/09 провёл за вторую команду 69 матчей. В сезонах КХЛ 2008/09 — 2009/10 был в заявке «Спартака» в 12 матчах, но на площадку не выходил. Провёл 39 игр за молодёжную команду в сезоне МХЛ 2009/10. Сезон 2010/11 начал в фарм-клубе ЦСКА «Красная армия» из МХЛ, провёл 19 матчей. В январе 2011 перешёл в «Крылья Советов» (ВХЛ), стал обладателем Кубка Харламова. Летом 2011 года был на просмотре в «Сарове». Перешёл в клуб чемпионата Украины «Харьковские акулы», за который провёл пять матчей.
Завершил карьеру в 23 года. Окончил юридическую академию, несколько лет занимался по специальности.
С 2014 года начал писать тексты для изданий по хоккейной тематике. Стал работать экспертом и комментатором на КХЛ ТВ.